# Phare de South Portland
Le phare de South Portland (en anglais : Portland Breackwater Light) est un phare actif situé au port de South Portland dans le Comté de Cumberland (État du Maine). Désactivé en 1942 il a été remis en service en 2002.
Il est inscrit au Registre national des lieux historiques depuis le 19 juin 1973 .

## Histoire
Le premier phare a été construit en 1855, en tant que structure en bois. Quand le brise-lames a été prolongé, un nouveau phare a été construit à la fin de celui-ci en 1875. Ce nouveau phare était constitué de plaques de fonte incurvées dont les soudures sont masquées par six colonnes corinthiennes. Sa conception a été inspirée par le monument de Lysicrate à Athènes, rendu célèbre par les gravures. L'architecte était Thomas U. Walter, principalement connu pour avoir conçu les ailes est et ouest du Capitole des États-Unis et son dôme actuel.
Des hangars en bois et une maison de six pièces pour le gardien de phare ont été ajoutés progressivement au besoin. En 1897, le phare de Spring Point fut érigé et les maisons autour du phare furent démolies et les gardiens du phare de Spring Point s'occupèrent des deux phares. Au cours de la Seconde Guerre mondiale, le brise-lames a été lentement absorbé par la New England Shipbuilding Corporation ayant construit deux chantiers navals à côté du phare. Ces chantiers navals ont produit des liberty ships pour l’effort de guerre. En raison de la taille réduite du brise-lames, le phare était moins nécessaire et fut déclassé en 1943.

### Restauration
Le feu a été entièrement restauré en 1989 et réactivé en 2002. Il apparaît comme une aide à la navigation privée sur la liste des phares de la garde côtière américaine sous le nom de South Portland Breakwater Light. Aujourd'hui, un parc nommé d'après le phare, Bug Light Park, permet aux visiteurs de voir le phare de près, tout en commémorant les efforts de construction navale de la Seconde Guerre mondiale. La lumière a été ajoutée au registre national des lieux historiques sous le nom de Portland Breakwater Light le 19 juin 1973, sous le numéro de référence 73000238.
Sa lentille de Fresnel de sixième ordre d'origine est exposée à la station des gardes côtes de South Portland.

## Description
Le phare  est une tour cylindrique en tôle de fonte, avec une galerie et une lanterne de 7,5 m de haut. La tour est peinte en blanc et la lanterne est noire. Il émet, à une hauteur focale de 10 m, un éclat blanc de 3 secondes par période de 4 secondes. Sa portée n'est pas connue.
Identifiant : ARLHS : USA-659 ; USCG : 1-7699 - Amirauté : J0193.8.
|                      |
| Portland Breackwater |

|          |
| Le phare |

### Lien connexe
- Liste des phares du Maine